# Parque Aquilino Ribeiro

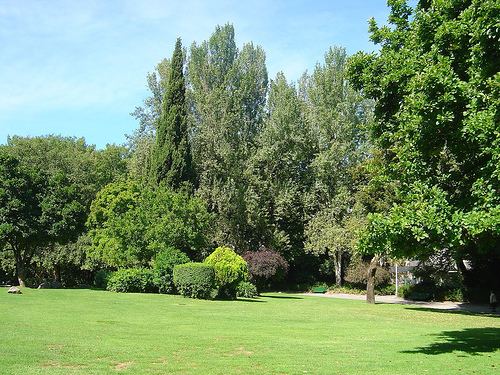
Parque Aquilino Ribeiro

O Parque Aquilino Ribeiro (também chamado Parque da Cidade de Viseu) é um parque público localizado na cidade de Viseu, no distrito homónimo, em Portugal.
O Parque Aquilino Ribeiro é um dos pulmões da cidade de Viseu onde pululam, há séculos, grandes árvores e outras espécies vegetais, testemunhos do tempo em que aquele espaço pertenceu a uma quinta medieval e à cerca de um convento.
O Parque Aquilino Ribeiro corresponde a uma parcela da antiga cerca do Convento de Santo António dos Capuchos, que fizera parte da medieval "Quinta de Mançorim".

## História
Em 1834 o convento de Santo António dos Capuchos deixa de estar instalado neste local, e logo o edifício e a cerca são requisitados para os mais diversos serviços e utilizações. Assim, em 1835, a Câmara pediu a cerca para passeio público e cemitério; em 1838 foi-lhe concedida a cerca e a alameda para viveiros de árvores, horta botânica e cemitério.
O edifício foi requisitado no ano de 1936 para o Quartel de Caçadores n.º 2 e pedido pela Câmara para casa das suas sessões, estabelecimento da Roda dos Expostos, Casa da Livraria Pública e Hospedaria de oficinas.
Em 1845, o edifício e a cerca são entregues ao Quartel de Infantaria 14.
Em 1955, o Quartel de Infantaria 14 é demolido para permitir a abertura da Avenida Salazar, hoje Avenida 25 de Abril, que partindo do Rossio se estendia em direção à saída para Coimbra, absorvendo parte da cerca.
De notar que, a mancha verde se prolongava até à rua Alexandre Herculano, restando ainda hoje, testemunhos visíveis.
Desde então, a cidade de Viseu passou a dispor de um espaço verde público designado até 1974 como Parque da Cidade.